# Roman d'amour
Roman d'amour è un cortometraggio del 1904 diretto da Vincent Lorant-Heilbronn e Ferdinand Zecca.

## Trama
Un giovane benestante, arriva con la sua macchina davanti al negozio di vestiti ed aspetta con impazienza l'uscita delle ragazze lavoratrici. Appena le ragazze incominciano ad uscire, Il giovane si rivolge ad una di loro offrendole dei fiori, conducendola all'automobile e portandola via rapidamente. Arrivati ad un ristorante, il giovane entrare con la sua nuova conoscenza, sedendosi ad un tavolo di una coppia di amici. Una volta fatte le presentazioni tutti brindano. Il tempo passa ed il giovane è stanco del rapporto con la giovane donna. Un giorno, due suoi vecchi amici gli fanno visita a casa, invitandolo a fare una girata in bicicletta. La ragazza, cerca di convincerlo a rimanere ma lui infastidito prende e se ne va, lasciandola al suo destino. Passato del tempo, la ragazza abbandonata è sprofondata nella depressione e nella miseria. Un giorno presa dalla fame arriva in un luogo suburbano di cattiva reputazione, chiedendo l'elemosina. Esausta delle sofferenze e del morire di fame, sviene tra le braccia di un uomo. L'uomo che ha conosciuto, un giorno cerca di costringerla a un lavoro vergognoso che lei si rifiuta di fare. Mentre fugge su per il ponte, lui la raggiunge, pugnalandola alle spalle e buttandola giù dal ponte, facendola morire tra le braccia dei suoi soccorritori.